# Huka-huka
Huka-huka és una art marcial i un estil de lluita tradicional brasilera dels pobles indígenes del Xingu i dels indis bakairís, a estat de Mato Grosso. El huka-huka és una de les modalitats disputades als Jogos dos Povos Indígenas.

## Característiques
El huka-huka comença amb els atletes agenollats. Comença quan el '"dono da luta" camina al centre de l' arena de luta i crida als oponents pel seu nom. Els lluitadors s'agenollen en un cercle horari davant de l’adversari, fins que es miren i s'agafen, intentant aixecar l’adversari i tirar-lo a terra

## El huka-huka com a lluita ritual
Com a lluita ritual, el huka-huka és practicat durant el quarup i té un simbolisme competitiu, on es prova la força i la virilitat dels joves. L'art marcial s'insereix en un ampli context de competicions realitzades en virtut de lquarup.
Als primers raigs de sol de l'endemà de l’inici del quarup, s'acaba el moment de la resurrecció simbòlica i s'acaba el plor i el cant. Els visitants anuncien la seva arribada amb crits i comencen competicions de huka-huka entre els campions de cada tribu, seguides de baralles de grups per als joves.

## El huka-huka com a art marcial
El huka-huka s'ha introduït, de manera experimental, en la formació de la  policia militar de l'estat de São Paulo, al Brasil. La lluita també ha estat estudiada pels combatents d'arts marcials mixtes, per aplicar-la a lluita lliure professional.